# Deltocyathus italicus
Espèce
Statut CITES
Deltocyathus italicus est une espèce de coraux appartenant à la famille des Deltocyathidae ou Caryophylliidae.